# John B. Weller
Pour les articles homonymes, voir Weller.
John B. Weller, (né le 22 février 1812 à Montgomery, Ohio, et mort le 17 août 1875 à La Nouvelle-Orléans, Louisiane), est un homme politique américain.

## Biographie
Il fait ses études à l'université Miami à Oxford (Ohio). Diplômé en droit, il est admis au barreau de l'Ohio.
Il est élu en 1838, est élu sous les couleurs démocrates comme représentant de l'Ohio à la Chambre des représentants des États-Unis. Réélu à deux reprises, il y siège de 1839 à 1845.
Après avoir participé à la guerre américano-mexicaine, il est candidat, sans succès, au poste de gouverneur de l'Ohio en 1848.
En 1849 et 1850, il est membre de la commission chargée de délimiter les frontières entre le Mexique et la Californie. Mais après un scandale, il est démis de sa fonction par le président Zachary Taylor. Il part alors s'établir en Californie où il renoue avec la pratique du droit. Ayant réussi à se remettre du scandale, il se fait élire par les électeurs de Californie au Sénat des États-Unis de 1852 à 1857, mais n'est pas réélu. Il se fait alors élire comme gouverneur de Californie, poste qu'il occupe de 1858 à 1860.
En 1860-61, il est ambassadeur des États-Unis au Mexique. En 1867, il s'installe à la New Orleans où il reprend la pratique du droit.